# IC 3049
IC 3049 ist ein interagierendes Galaxienpaar im Sternbild Coma Berenices am Nordsternhimmel. Es ist schätzungsweise 107 Millionen Lichtjahre von der Milchstraße entfernt.
Das Objekt wurde am 7. Mai 1904 von Royal Harwood Frost entdeckt.